# 2305 King
För andra betydelser, se King.
2305 King eller 1980 RJ1 är en asteroid i huvudbältet som upptäcktes den 12 september 1980 av Harvard College Observatory. Den är uppkallad efter den amerikanske pastorn och nobelpristagaren Martin Luther King.
Asteroiden har en diameter på ungefär 12 kilometer.